# تقاعد
التقاعد هي النقطة التي يتوقف الشخص فيها عن العمل تمامًا. يتم إحالة العديد من الناس إلى التقاعد عندما يصبحون غير مؤهلين للعمل بسبب كبر السن ويحصل في أغلب الدول على نصف الراتب الذي كان ياخذه أثناء العمل، وكانت ألمانيا هي أول دولة تدخل نظام التقاعد في 1880. في الوقت الحاضر معظم البلدان المتقدمة لديها أنظمة لتوفير معاشات التقاعد، والتي قد تكون برعاية من قبل أرباب العمل أو الدولة. في العديد من الدول الغربية مذكور هذا الحق في الدستور.

## التاريخ
يعتبر الخليفه الاول على ابن أبي طالب. اول من أسس مبدأ التقاعد وحقوق المتقاعدين

## التقاعد في الدول
يجوز لأي شخص مهما كان ان يطلب التقاعد ويختلف النظام في كل دولة
| بلد                      | سن التقاعد المبكر | سن التقاعد العادي |
| ------------------------ | ----------------- | ----------------- |
| المملكة العربية السعودية | 30 سنة خدمة       | 65                |
| النمسا                   | 60 (57)           | 65 (60)           |
| الولايات المتحدة         | 62                | 67                |
| المملكة المتحدة          | .                 | 65                |
| ألمانيا                  | 65                | 67                |
| إيطاليا                  | 63                | 68                |
| سويسرا                   | 61                | 67                |
| الجزائر                  | 25 سنة خدمة       | 32 سنة خدمة       |
| مصر                      | 50                | 60                |